# Kuolajoki
Kuolajoki (rus. Куолайоки; fin. Kuolajoki) je rijeka u Murmanskoj oblasti, Rusija i u Laponiji, Finska. Duga je 58 km, s površinom porječja od 471 km2. Kuolajoki izvire u jezeru Kuolajärvi (rus. Kuolajarvi) u Rusiji, a ulijeva se u rijeku Tenniöjoki u Finskoj. Njen najveći pritok je Kolsanoja.